# Academic Search
Academic Search es una base de datos bibliográfica que recoge información científica en forma de abstract y texto completo de artículos de revistas y otras publicaciones científicas de diversos campos: Ciencias: biología, química, ingeniería, física; antropología, arqueología, historia, derecho, geografía, teología, psicología, sociología. Academic Search es una de las bases de datos integradas en EBSCOhost, y está suministrada por EBSCO Industries.
Academic Search está destinada a su uso por universidades, colegios universitarios, instituciones del gobierno, corporaciones, empresas privadas, escuelas, colegios y bibliotecas, que pueden acceder a sus contenidos a través de Internet mediante el pago de una suscripción. Existen distintas versiones de esta base de datos, en función de las necesidades.

## Versiones de Academic Search[3]
| Versión        | Diseñado para                                   | N.º revistas indexadas | N.º revistas texto completo |
| -------------- | ----------------------------------------------- | ---------------------- | --------------------------- |
| Complete       | Todos los ámbitos                               | 11.200                 | 7.100                       |
| Elite          | Escuelas, institutos y bibliotecas              | 3.650                  | 2.100                       |
| Premier        | Instituciones universitarias                    | 8.450                  | 4.600                       |
| Alumni Edition | Profesionales post-Universidad                  | 8.200                  | 3.350                       |
| R&D            | Usuarios áreas Investigación y desarrollo (I+D) | 6.400                  | 3.250                       |